# Johann Pfunner
Johann Pfunner (* zwischen 1713 und 1716 in Schwaz in Tirol; † 24. Mai 1788 in Freiburg im Breisgau) war ein österreichisch-deutscher Maler des Rokoko und beginnenden Klassizismus. Er wirkte vor allem im Schwarzwald, im Breisgau, in der Ortenau und im Elsass.

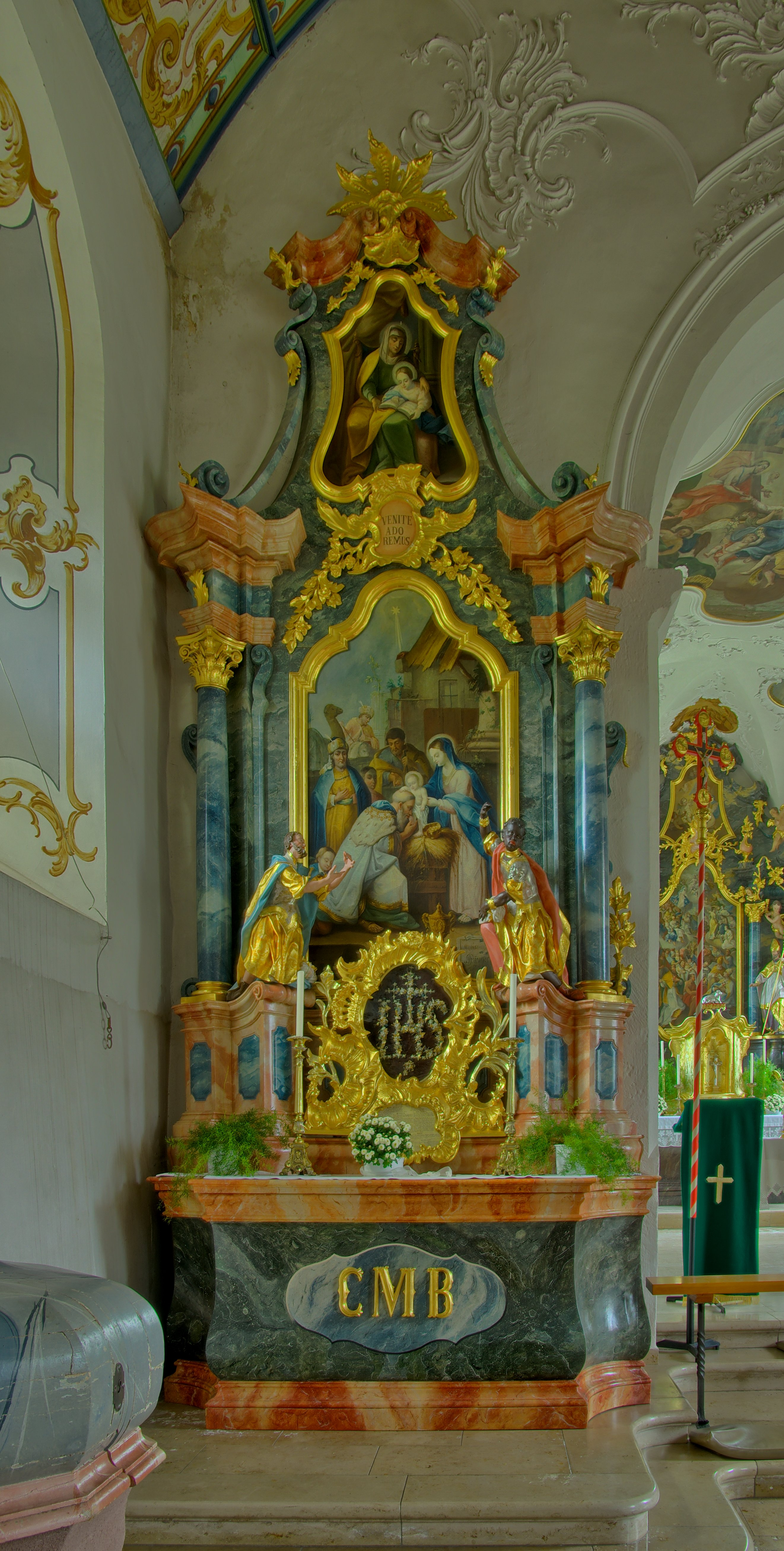
Die Heiligen Drei Könige in Allerheiligen (Vöhrenbach-Urach). Skulpturen von Matthias Faller, Gemälde von Johann Pfunner.

## Leben
Nach der Lehre in Schwaz verbrachte er ab 1736 seine Gesellenzeit in Straßburg. Er arbeitete dann in mehreren Kirchen im Schwarzwald und im Breisgau, um sich 1749 in Freiburg einbürgern zu lassen, wo er Mitglied der Malerzunft „zum Riesen“ wurde. Er hatte in Freiburg wohl Verwandte von Schwaz her, so Franz Friedrich Pfunner (* 20. März 1718 in Freiburg im Breisgau; † 24. Februar 1781 in Offenburg), der ebenfalls Maler war, aber nicht die Bedeutung Johanns erlangte. 1765 heiratete Johann Pfunner die Freiburgerin Maria Anna Willin und 1766 kaufte er das Haus „Zum Hinteren und Vorderen Pelikan“ in der „Grossen Gasse“. 1787 ersuchte er den Stadtrat, ihm den Kaffee- und Bierausschank in seinem Haus zu genehmigen, „da er, weil alt und auf einem Auge blind, durch seine Kunst nichts mehr verdienen“ könne. Nach seinem Tod mussten die Witwe und beider Sohn Johann Evangelista, der sich als „Fassmaler“ bezeichnete, das Haus verkaufen.

## Werk
Sein Leben und Werk ist zuerst von Hermann Ginter, dann besonders von Hermann Brommer erforscht worden.
Hermann Brommer nennt Pfunner den meistbeschäftigten Freiburger Barockmaler. Von ihm stammt die bisher detaillierteste Auflistung seiner Werke. Im Dehio-Handbuch für die baden-württembergischen Regierungsbezirke Freiburg und Tübingen von 1997 werden Werke von ihm 25-mal genannt, Werke des gleichaltrigen Benedikt Gambs zum Vergleich 6-mal, des etwas jüngeren Simon Göser 12-mal. Dazu gehören in chronologischer Folge bei Berücksichtigung der in der Literatur ausführlicher als durch einfache Nennung behandelten Werke:
- 1739–1740 Altarbilder und vielleicht auch Deckenfresken in der Pfarrkirche Allerheiligen in Vöhrenbach-Urach.
- 1741 Deckenfresken in Chor – Martyrium der heiligen Margareta von Antiochia – und Langhaus – Martyrium des heiligen Sebastian – in der Pfarrkirche St. Sebastian in Simonswald im Landkreis Emmendingen.[4]
- 1741 oder etwas später Deckenfresken in der Giersbergkapelle in Kirchzarten östlich von Freiburg, nämlich die Verkündigung des Herrn, Mariä Heimsuchung, signiert „Johannes Pfunner pxt“, und die Geburt Jesu, „ein von schier unglaublicher Bewegtheit pulsierendes Weihnachtsbild“, außerdem die heiligen Sebastian, Stephanus, Laurentius, Rochus und Johannes Nepomuk. Pfunner malte wohl auch die Oberbilder der Seitenaltäre in St. Gallus (Kirchzarten).[5]

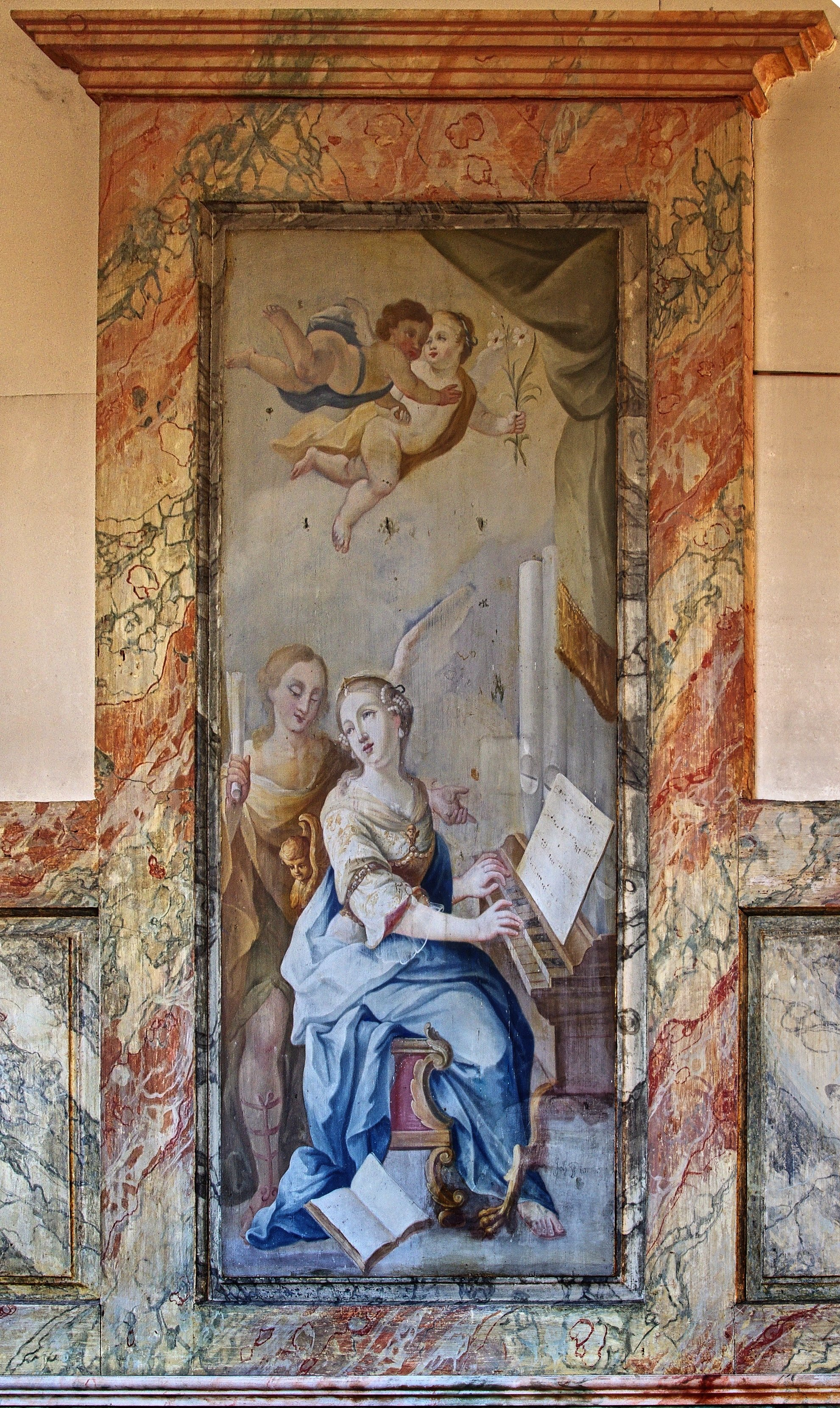
Heilige Cäcilia in der Adelhauser Kirche.

- 1742 Seitenaltarblatt der Maria immaculata auf der Weltkugel, von Engeln umgeben, in der Pfarrkirche St. Columba in Pfaffenweiler südlich von Freiburg, sowie Altarblatt mit den Heiligen Barbara von Nikomedien und Rosalia in der ihnen geweihten Kapelle im Ortsteil Öhlinsweiler, entstanden zu einer Zeit, als Pfunner „noch nicht über die Qualität seiner Arbeiten der 50er- und 60er-Jahre verfügte“.[6]
- 1748 Altarbild des heiligen Nikolaus von Myra, signiert „Johann Pfunner pinx. 1748“, in der St. Leonhard-Kapelle in Hüfingen.[7]
- 1749 Ölbild der heiligen Cäcilia von Rom auf der Rückseite des Orgelprospekts der Adelhauser Kirche in Freiburg, eines der ersten in der Stadt gefertigten Werke, signiert „Joh. Pfunner 1749“. Cäcilia in blauem Mantel spielt auf einer kleinen Orgel. Hinter ihr hält ein Engel in beige-ockerfarbenem Gewand ein zusammengerolltes Papier in der rechten Hand und weist mit der linken auf das Notenpult der Orgel.[8]
- 1750 heiliger Trudpert im Hochaltar der zur Pfarrei St. Gallus und Otmar in Ebringen im Breisgau gehörenden „Berghauser Kapelle St. Trudpert“.[9]
- 1752 Hochaltarbild des Erzengels Michael beim Höllensturz sowie fünf Landschaftsbilder an der Brüstung der Orgelempore in der Pfarrkirche St. Michael in Appenweier.[10]
- 1752 Deckenbild im Stiegenhaus des Schlosses Ebnet im Freiburger Stadtteil Ebnet mit Personifikationen der vier Erdteilen Europa, Asien, Afrika und Amerika.[3]
- 1752 Chordeckenfresko der Himmelfahrt Marias und des heiligen Genesius von Rom in der Pfarrkirche St. Genesius in Riedböhringen, einem Stadtteil von Blumberg am Südrand des Schwarzwaldes.
- 1753 bis 1754 malerische Ausstattung der Pfarrkirche St. Alexius in Herbolzheim im Landkreis Emmendingen. Dazu gehören im Chor eine „Heilige Dreifaltigkeit“; darum sechs Lünettenbilder; vor dem Chorbogen der Kirchenpatron, der heilige Alexius von Edessa, mit einem Bild seiner Herbolzheimer Kirche; in der Mitte des Schiffs ein Bittgebet der Heiligen Maria, des Dominikus und des Franziskus von Assisi an Christus, der auf Wolken königlich erscheint, bereit, drei Lanzen (Pest, Hunger, Krieg) auf die Erde zu schleudern; über der Orgel Alexius, den Engel auf einer Wolke gen Himmel tragen; darum zehn Lünettenbilder; und – nur zugeschrieben – das Hochaltargemälde des sterbenden Alexius. „Mit Bravour hat sich der Freiburger Rokokomeister des ersten größeren Auftrags im Breisgau entledigt. Seine Gemälde reißen die Kirchendecke zum Himmel hin auf und versuchen in ihrer visionären Schau und ekstatischen Steigerung, den Betrachter in die heiligen Geschehnisse mithineinzuziehen.“ Von Pfunner soll auch das Deckenbild im Chor der Herbolzheimer Wallfahrtskirche „Maria im Sand“ mit der Gründungslegende stammen.[11]
- 1754 bis 1755 „wirkungsvolle Akzentuierung der Architektur“[12] der Pfarrkirche St. Brigitta in Niederschopfheim, einem Ortsteil der Gemeinde Hohberg im Ortenaukreis. Die vier Hauptbilder zeigen die Geburt Jesu, seine Auferstehung, seine Himmelfahrt und das Pfingstwunder.[13]
- 1757 Apsisfresko – Pfunner nur zugeschrieben – von St. Wendelin in Bottenau, einem Ortsteil von Oberkirch im Ortenaukreis.[14] Links sieht man Wendelin, der seine Schafe hütet, rechts ein bäuerliches Paar, das ihn verehrt. „Die beiden Bildhälften faßt ein von Putten baldachinartig gespanntes rotes Tuch mit goldenen Borten und Quasten sehr geschickt zusammen, in der Mitte einer Engelsgruppe Raum gebend, welche Inful und Stab wie Krone und Zepter weisen, die Abzeichen St. Wendels fürstlicher Herkunft und seiner späteren Stellung als Abt.“[15] Das Deckenbild stellt die Heilige Dreifaltigkeit dar.[16]
- 1757 Deckenbilder der Ohmenkapelle bei St. Märgen, darunter in der Mitte Michael beim Engelssturz.[17]

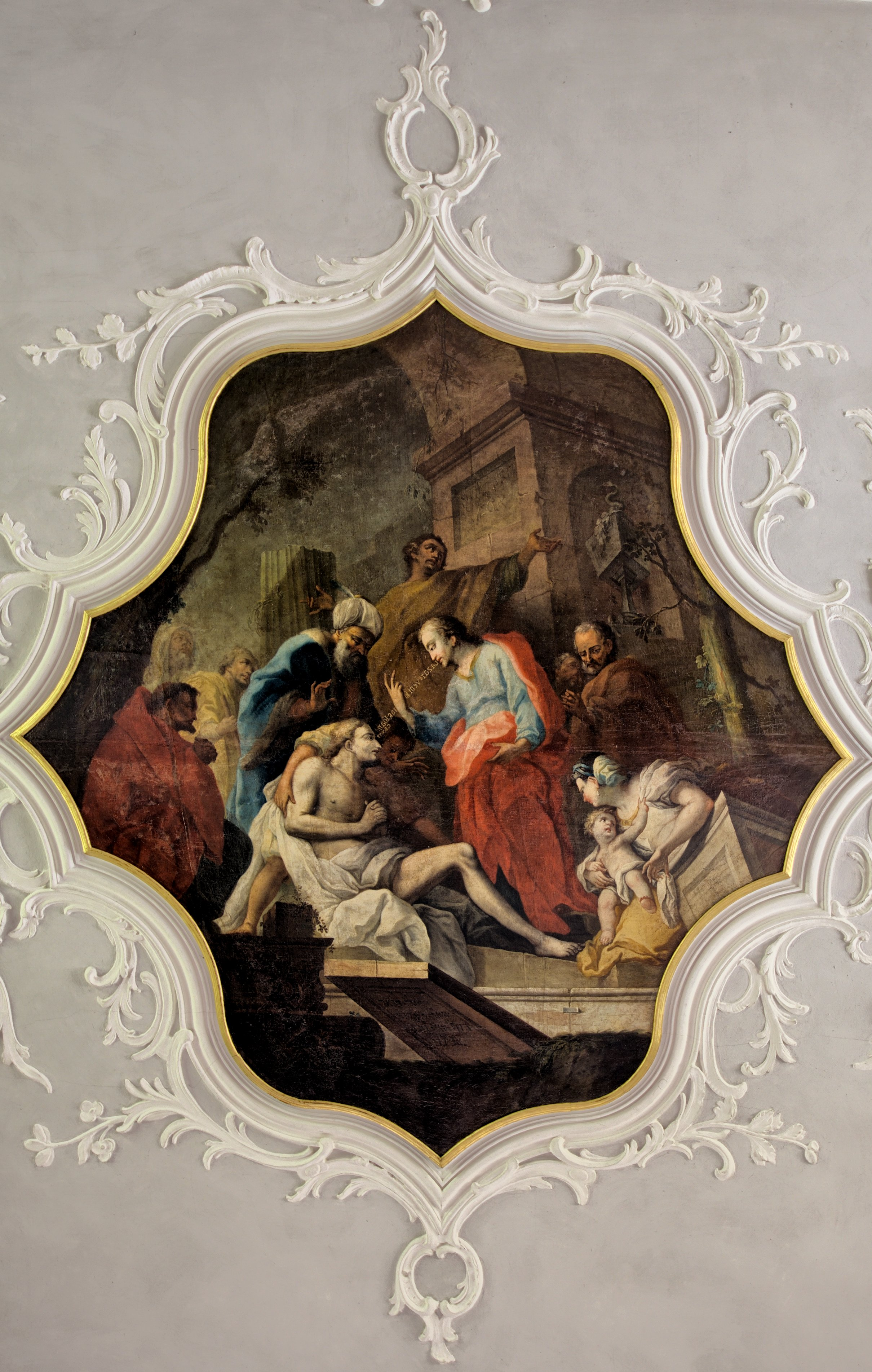
Auferweckung des Lazarus in der Freiburger Michaelskapelle

- 1760 neun signierte Ölgemälde, drei große und sechs ovale oder runde kleinere, für die Decke der St. Michaelskapelle auf dem Alten Friedhof in Freiburg im Breisgau. Eines der drei Großbilder zeigt die Auferweckung des Jüngling von Naïn nach dem Lukasevangelium (Lk 7 EU). In der „Auferweckung des Lazarus“ nach dem Johannesevangelium (Joh 11,1-17 EU) hebt sich „aus dem geöffneten Grabe … die knochige Gestalt des Lazarus, mit förmlicher Gier das Machtwort von Jesu Mund nehmend, das ihn zu neuem Leben ruft. Majestät und Milde einen sich glücklich in Christi Gestalt, der sein ‚Lazare veni‘ – ‚Komm, Lazarus‘ mit hoheitsvoller Geste begleitet. Helfende Hände sind dem Erweckten nahe, andere erscheinen diskret in dämmerige Entfernung gerückt und lassen die Hauptgruppe umso markanter in den Vordergrund treten. Das Gemälde ist eines der tüchtigsten des Pfunnerschen Pinsels“. Im dritten Großbild ersteht Jesus nicht aus einem schlichten Felsengrab, sondern einem pompösen Mausoleum.[18]
- 1761 acht Deckengemälde mit der Legende der heiligen Katharina von Alexandrien in der ehemaligen Schlosskapelle St. Katharina, jetzigen evangelischen Kirche, in Mahlberg im Ortenaukreis.[19]
- 1763 bis 1764 malerische Ausgestaltung der Pfarrkirche St. Gallus in Hofweier, Ortsteil der Gemeinde Hohberg. Das große Mittelbild, die Schlüsselübergabe an Petrus, sei eine der besten Arbeiten Pfunners.[20] Außerdem acht Bilder zum Vaterunser.
- 1765 Deckenbilder der evangelischen Kirche Meißenheim im Ortenaukreis, darunter eine farbenfrohe „Himmelfahrt Christi“.
- 1767 Hochaltarblatt mit der „Verherrlichung des Kreuzes Christi“ in der Heilig-Kreuz-Kirche in Horb am Neckar. Das Bild ist „Johann Pfunner invenit et pinxit 1767“ signiert.[21]
- 1767 Hochaltarbild mit der Mantelteilung des heiligen Martin von Tours in der Kirche St. Martin im Freiburger Stadtteil Hochdorf.[22]
- 1772 und noch einmal 1778 bis 1779 Arbeiten in der Pfarrkirche St. Bartholomäus in Ettenheim.[23] 1772 entstand das figurenreiche Hochaltarbild mit dem Martyrium des Apostels Bartholomäus.[24] Der Heilige sitzt halbnackt auf einem Steinblock. Die Arme sind über den Kopf hochgebunden. Zwei Folterknechte ziehen ihm die Haut der Oberarme ab. Der Ettenheimer Arzt und Chronist Joann Conrad Machleid (1708–1794) schrieb: „17 große figuren, ohne daß waß in daß Perspektif mit Köpfen gemalt ist. Eß stellet vor die marter von dem heiligen ersten allhießigen KirchenPatron Bartholome. Eß ist Kunstreich wunderschön gemacht in der anatomie, noch schön in der stellung der figuren und haltung /: auch proper in schatten und liecht gemalt; eß Kostet von der gemein bezalt nur 180 Reichsgulden.“[25] 1778 bis 1779 folgte das „‚Heilig-Grab-Theatrum‘, eine prachtvolle, den gesamten Chorraum füllende gemalte Architekturkulisse mit Szenen der Passion und Wechselbildern zu den Kartagen.“[26] Sie sollte das Leiden Jesu ähnlich einem Passionsspiel vergegenwärtigen. Wenn Pfunners Bilder an einem Holzgerüst aufgestellt sind, verdecken sie dan Hochaltar. Auffallend sei der Frühklassizismus. „Zopfgirlanden, Rosengestecke in würfelförmigen, auf kelchartige Füße gestellten Körben und das Fehlen von Rocailleschmuck verdeutlichen, wie sehr der Freiburger Rokokomaler an die sich wandelnde Kunstauffassung seiner Zeit Tribut zollte.“ Doch sei in der festlichen Farbigkeit, den pathetischen Gebärden der Engel und den Gesichtern mit etwas vorquellenden Augen die rokokohafte Grundstimmung geblieben.[25]
- 1773 signiertes Seitenaltarbild der Vierzehn Nothelfer in der Pfarrkirche St. Petronilla in Kiechlinsbergen, einem Ortsteil von Endingen am Kaiserstuhl.
- 1775 bis 1777 als letzter großer Auftrag die Pfarrkirche St. Peter in Endingen. Die meisten Bilder beziehen sich auf den Kirchenpatron. Die vier großen Deckenbilder zeigen des Petrus reichen Fischfang nach Lk 5,5-6 EU, mit Pfunners Signatur und der Jahreszahl 1775, die Wahl des Apostels Matthias nach Apg 1,23-26 EU, die Berufung des Petrus zum Hauptmann Kornelius nach Apg 10,17-20 EU und die Heilung des Lahmgeborenen nach Apg 3,1-3 EU. Hinzu kommen zahlreiche Lünettenbilder. Das Hochaltarbild, signiert „Joh. Pfunner inv. 1777“ zeigt die Schlüsselübergabe an Petrus nach Mt 16,19 EU und seine Kreuzigung. Den Hochaltaraufbau und die Seitenaltäre fertigte der Bildhauer Joseph Amann.
- 1776 Altarblätter von St. Gallus in Heimbach, einem Ortsteil von Teningen bei Emmendingen. Das Hochaltarblatt des heiligen Gallus ist signiert „Joh. Pfunner inv. 1776“.[27]
- 1777 Altarblätter und Chordeckenbild in der Pfarrkirche St. Blasius sowie Deckenfresken im Pfarrhaus von Wyhl am Kaiserstuhl. Das Hauptbild des Hochaltars zeigt die Heilige Familie, der linke Seitenaltar den heiligen Blasius von Sebaste, der rechte Seitenaltar die heilige Barbara. Im Chordeckenbild sind die drei Themen vereinigt.
- 1785 Hochaltarbild der Pfarrkirche St. Pankratius und St. Appolinaris in Holzhausen, einem Ortsteil von March (Breisgau). Es zeigt eine Maria immaculata mit den beiden Patronen Pankratius und Apollinaris von Ravenna.[28]
- 1785 drei große Bilder in der Pfarrkirche St. Gallus und Otmar in Ebringen, ursprünglich Wechselbilder für den Hochaltar, jetzt an den Wänden des Langhauses: ein Gnadenstuhl, eine Maria immaculata und eine Heilige Familie. „Es sind sicher Arbeiten des Freiburger Malers Johann Pfunner, wohl um 1785 als Alterswerke in den leuchtenden Farben des Klassizismus geschaffen, die die Reife des vielbeschäftigen Mannes deutlich machen.“[9][29]

## Würdigung
Pfunners Werk beeindruckt nach Brommer durch Fülle wie Qualität. Zu seinen nie vollständig zusammengestellten Werken in Deutschland kämen die im Elsass. Er sei ein typischer Rokokomeister gewesen, von nervösem Temperament, und „unter den Tiroler Künstlern in Freiburg ein strahlender Stern“. Allerdings wirke sich der Umfang seiner Tätigkeit „nicht immer positiv auf die Qualität seiner Arbeiten aus“.